# مهران درخشان‌مهر
مهران درخشان مهر